# Seznam tramvajových obratišť v Praze

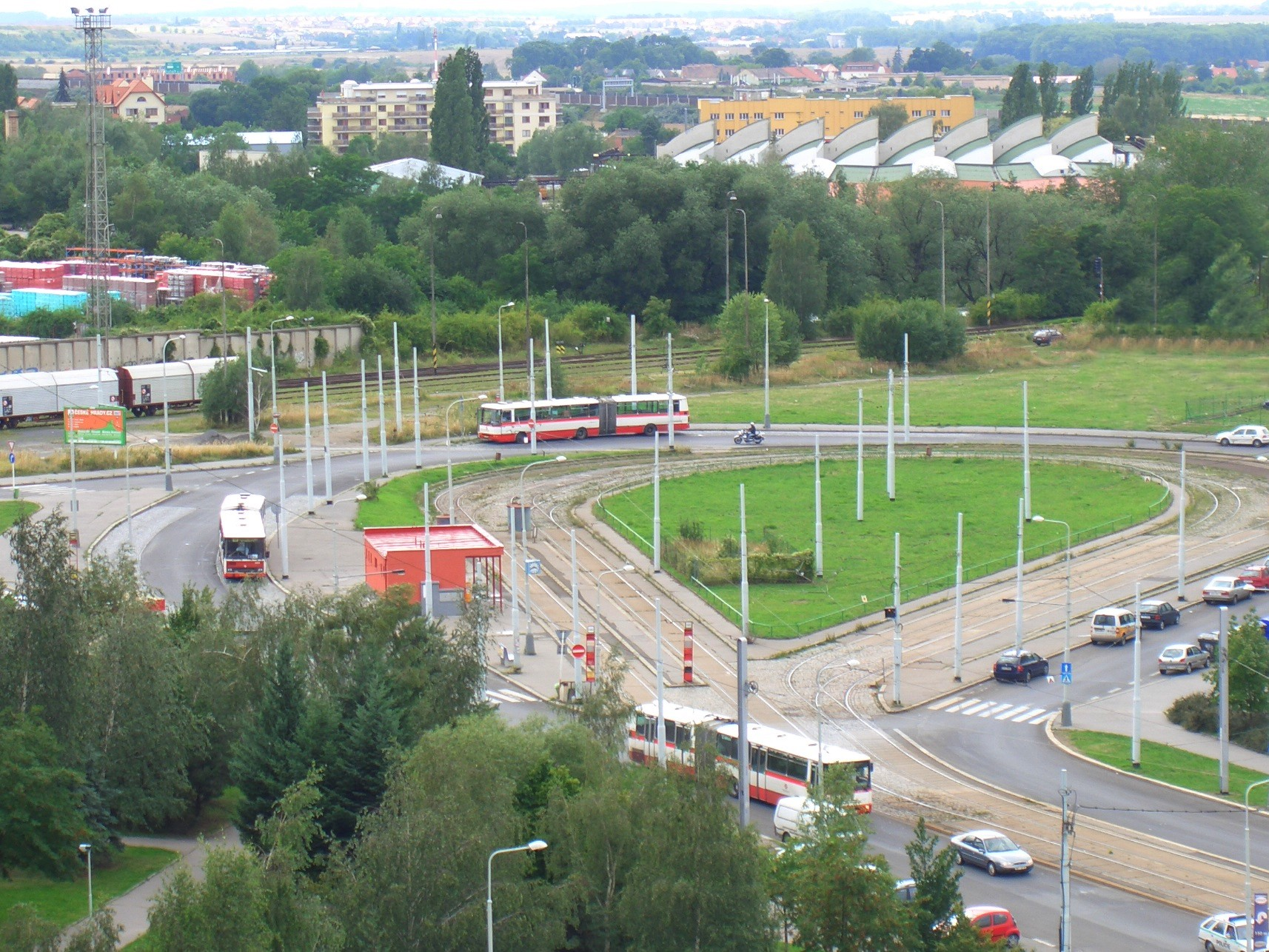
Tramvajová smyčka Sídliště Řepy

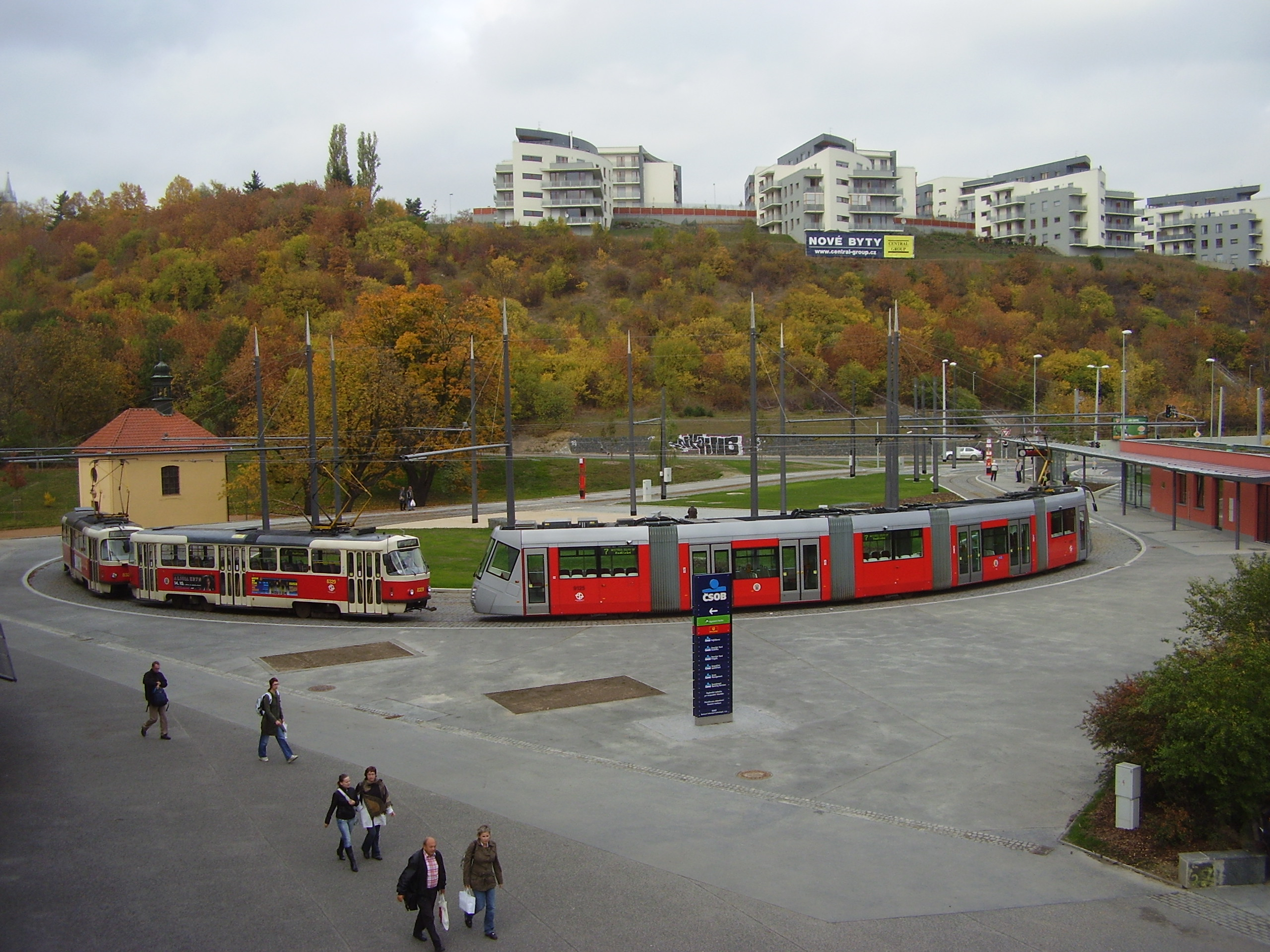
Tramvajová smyčka Radlická

Seznam tramvajových obratišť v Praze obsahuje používaná, nevyužívaná i zrušená pražská obratiště.

## Historie
Zpočátku se v pražské tramvajové dopravě používaly výhradně obousměrné vozy, které (šlo-li o koněspřežnou tramvaj nebo o elektrickou tramvaj s vlečným vozem) se na konečných přepřahaly. Ukončení na vratném trojúhelníku umožnilo na některých konečných soupravám elektrické tramvaje otáčet couváním bez přepřahání. Již od dob zřízení vinohradsko-pražské okružní dráhy v roce 1897 také tradičně existovala okružní linka, která obratiště nepotřebovala.
První tramvajové smyčky byly zřizovány kvůli urychlení provozu a tím zvýšení kapacity obratiště: v roce 1907 fungovala provizorní sletová smyčka na Letné, roku 1908 vznikly první stálé smyčky, na Výstavišti a na Purkyňově náměstí (dnešní náměstí Míru). V roce 1914 následovala smyčka u Západního (smíchovského) nádraží, v roce 1919 na Pohořelci, v roce 1920 na Floře, v roce 1924 u Kolbenovy továrny, v roce 1925 u vozovny Střešovice, v roce 1926 vznikla bloková smyčka u Čechova náměstí, v roce 1927 smyčky na Pankráci a v Radlicích, v roce 1928 na Vypichu, v roce 1929 v Braníku (lomy), u Olšanských hřbitovů a na Spořilově. Ve 30. a 40. letech z důvodu zvyšování podílu jednosměrných tramvají byly vybudovány smyčky v mnoha dalších obratištích a u nových tratí se již smyčka stala standardem. V letech 1974 – 1986 Praha dokonce neměla k dispozici žádné obousměrné tramvaje, takže při nutném provizorním ukončení linky na kolejovém přejezdu byly jednosměrné vozy spřaženy zády k sobě.
Od roku 1974 se ukončení na kolejovém přejezdu používá pouze při výlukách. Na vratném trojúhelníku Laurová na Smíchově se poslední tramvaje v pravidelném provozu otáčely po půlnoci ze 4. na 5. dubna 2008. Od této doby se vratné trojúhelníky v Praze v běžném provozu několik let nevyužívaly. Stále funkční je triangl Zvonařka, na kterém se od 25. března 2017 obrací nostalgická linka 23.

## Smyčky podle data zřízení

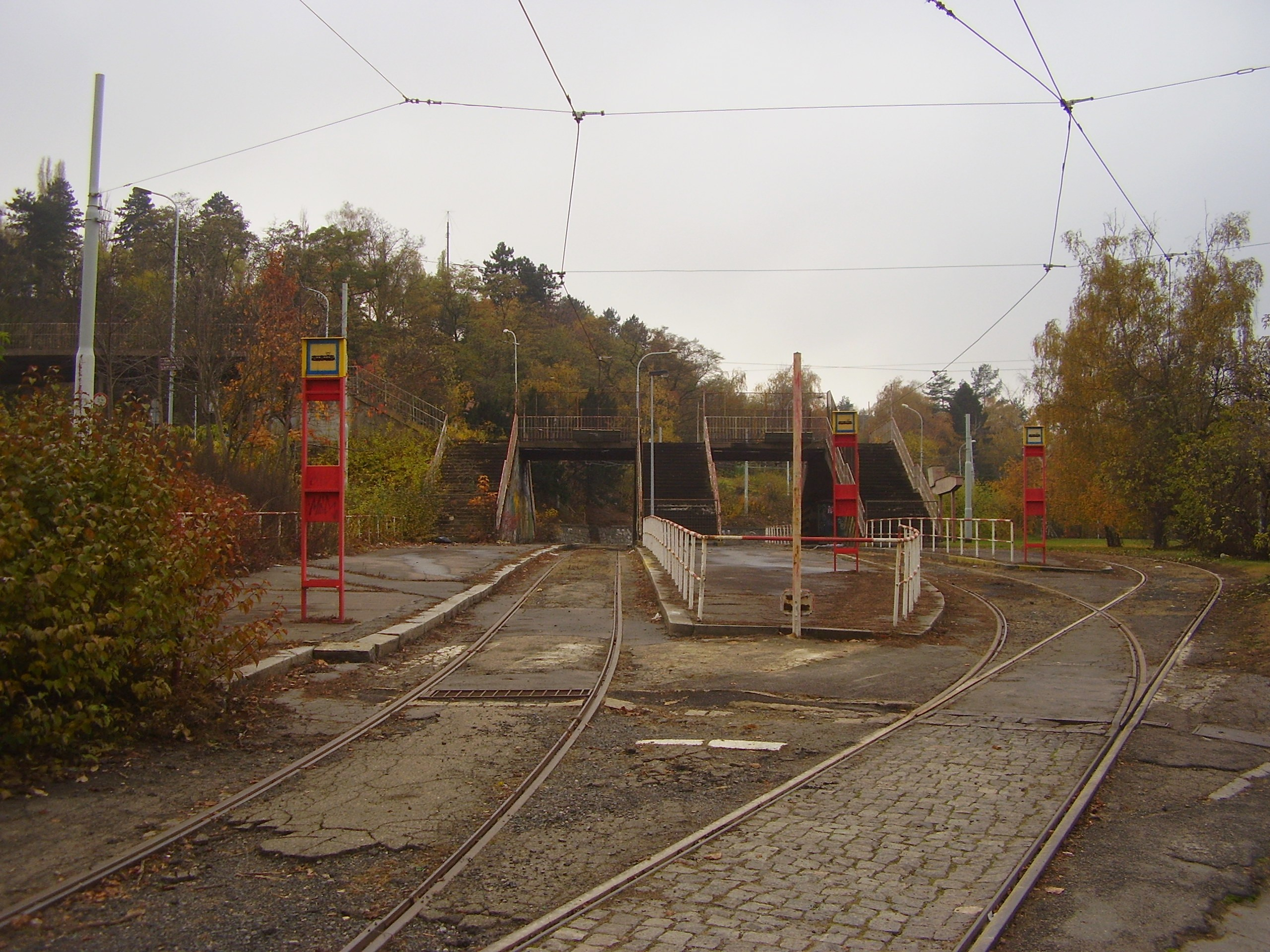
Tramvajová smyčka Dlabačov

Řazeno podle data zřízení smyčky. Byla-li smyčka rekonstruována, avšak zůstala v původním umístění, je řazena pod datem zřízení původní smyčky. Zrušené smyčky jsou označeny kurzívou.
- Sletová tramvajová smyčka na Letné (od 9. 6. 1907 do konce sletu, historicky první tramvajová smyčka v Praze) (viz tramvajová trať Strossmayerovo náměstí - Hradčanská - Malovanka)
- Tramvajová smyčka Výstaviště (od 15. 5. 1908, první stálá smyčka v Praze, viz tramvajová trať Náměstí Republiky - Královská obora, Tramvajová trať Výstaviště - Elektrárna Holešovice)
- Tramvajová smyčka Purkyňovo náměstí (náměstí Míru) (23. 8. 1908 – 17. 4. 1928)
- Původní tramvajová smyčka Nádraží Smíchov (pův. název Západní nádraží) (26. 4. 1914 – 9. 12. 1953)
- Tramvajová smyčka Pohořelec (21. 9. 1919 – 26. 4. 1926)
- Tramvajová smyčka Flora (22. 4. 1920 – 3. 9. 1929)
- Tramvajová smyčka Kolbenova továrna (18. 12. 1924 – 18. 6. 1951)
- Tramvajová smyčka Vozovna Střešovice (zřízena 15. 2. 1925; prochází areálem vozovny; v letní sezoně zde končí nostalgická linka 41)
- Bloková tramvajová smyčka Minská (Čechovo náměstí) (okruh kolem bloku uzavřen 1. 6. 1926, viz tramvajová trať Náměstí Míru - Čechovo náměstí a tramvajová trať Otakarova - Vinice)
- Tramvajová smyčka Pankrác (Soudní náměstí) (21. 4. 1927 – 23. 5. 1933)
- Tramvajová smyčka Radlice (16. 6. 1927 – 1. 11. 1983)
- Stará tramvajová smyčka Vypich (původní smyčka jižně od trati, 1. 8. 1928 – 31. 8. 1955, tramvajová trať Malostranská - Bílá Hora)
- Tramvajová smyčka Braník (Lomy) (14. 5. 1929 – 1933)
- Tramvajová smyčka Olšanské hřbitovy (od 3. 9. 1929, tramvajová trať Muzeum - Ústřední dílny Dopravního podniku)
- Stará tramvajová smyčka Spořilov (Bratislavské náměstí, 12. 10. 1929 – 1. 7. 1986)
- Tramvajová smyčka Zámečnice (14. 2. 1930 – 2. 12. 1953)
- Tramvajová smyčka Kačerov (29. 5. 1930 – 19. 10. 1970)
- Tramvajová smyčka Bořislavka (13. 7. 1930 – 6. 3. 1967)
- Tramvajová smyčka Starý Hloubětín (od 23. 5. 1931, původní název Hloubětín, tramvajová trať Balabenka - Harfa - Starý Hloubětín a tramvajová trať Balabenka - Nový Hloubětín - Starý Hloubětín)
- Tramvajová smyčka Malovanka (5. 6. 1932 – 7. 11. 1967, tramvajová trať Malostranská - Bílá Hora a Tramvajová trať Strossmayerovo náměstí - Hradčanská - Malovanka)
- Tramvajová smyčka U Kříže (Libušák, U kříže) (31. 7. 1932 – 5. 12. 1968)
- Tramvajový kruhový objezd Vítězné náměstí (cca 6. 12. 1932 – 25. 10. 1942)
- Tramvajová smyčka Ledárny (6. 1. 1933 – 29. 6. 1959)
- Stará tramvajová smyčka Zahradní Město (18. 10. 1936 – 5. 5. 1987, tramvajová trať Průběžná - Nádraží Hostivař)
- Tramvajová smyčka Bílá Hora (od 17. 10. 1937, tramvajová trať Malostranská - Bílá Hora)
- Bloková tramvajová smyčka Sparta (dokončena 23. 10. 1937, v provozu 13. 9. 1938 – 2. 11. 1961, do 6. 10. 1978 zůstal vratný trojúhelník)
- Bloková tramvajová smyčka Ženské domovy (od 1. 12. 1938, viz tramvajová trať Na Knížecí - Radlická), v současnosti je úsek v ulici Za Ženskými domovy bez pravidelného provozu
- Tramvajová smyčka Vozovna Kobylisy (od 29. 4. 1939, tramvajová trať Palmovka - Vozovna Kobylisy)
- Tramvajová smyčka Pelc-Tyrolka (29. 8. 1940 – 15. 1. 1975)
- Tramvajová smyčka Podbaba (10. 5. 1947 – 16. 5. 2011, tramvajová trať Vítězné náměstí – Nádraží Podbaba)
- Tramvajová smyčka Divoká Šárka (od 20. 7. 1947, tramvajová trať Prašný most - Divoká Šárka)
- Tramvajová smyčka Kobylisy/Střelničná/Březiněveská (od 1. 12. 1947, tramvajová trať Palmovka - Vozovna Kobylisy)
- Tramvajová smyčka Královka (od 1. 6. 1948, tramvajová trať Malostranská - Bílá Hora)
- Tramvajová smyčka Dlabačov (od 25. 6. 1948, tramvajová trať Malostranská - Bílá Hora), ve smyčce se otáčí pouze historická linka
- Tramvajová smyčka Nový Hloubětín (17. 4. 1949 – 22. 6. 1987, tramvajová trať Balabenka - Nový Hloubětín - Starý Hloubětín)
- Tramvajová smyčka Vozovna Žižkov (od 25. 4. 1949, tramvajová trať Ohrada - Spojovací), do 1. září 2012 název Vápenka
- Tramvajová smyčka Palmovka (2. 7. 1950 – 5. 5. 1989, pak na 2 měsíce nahrazena vratným trojúhelníkem)

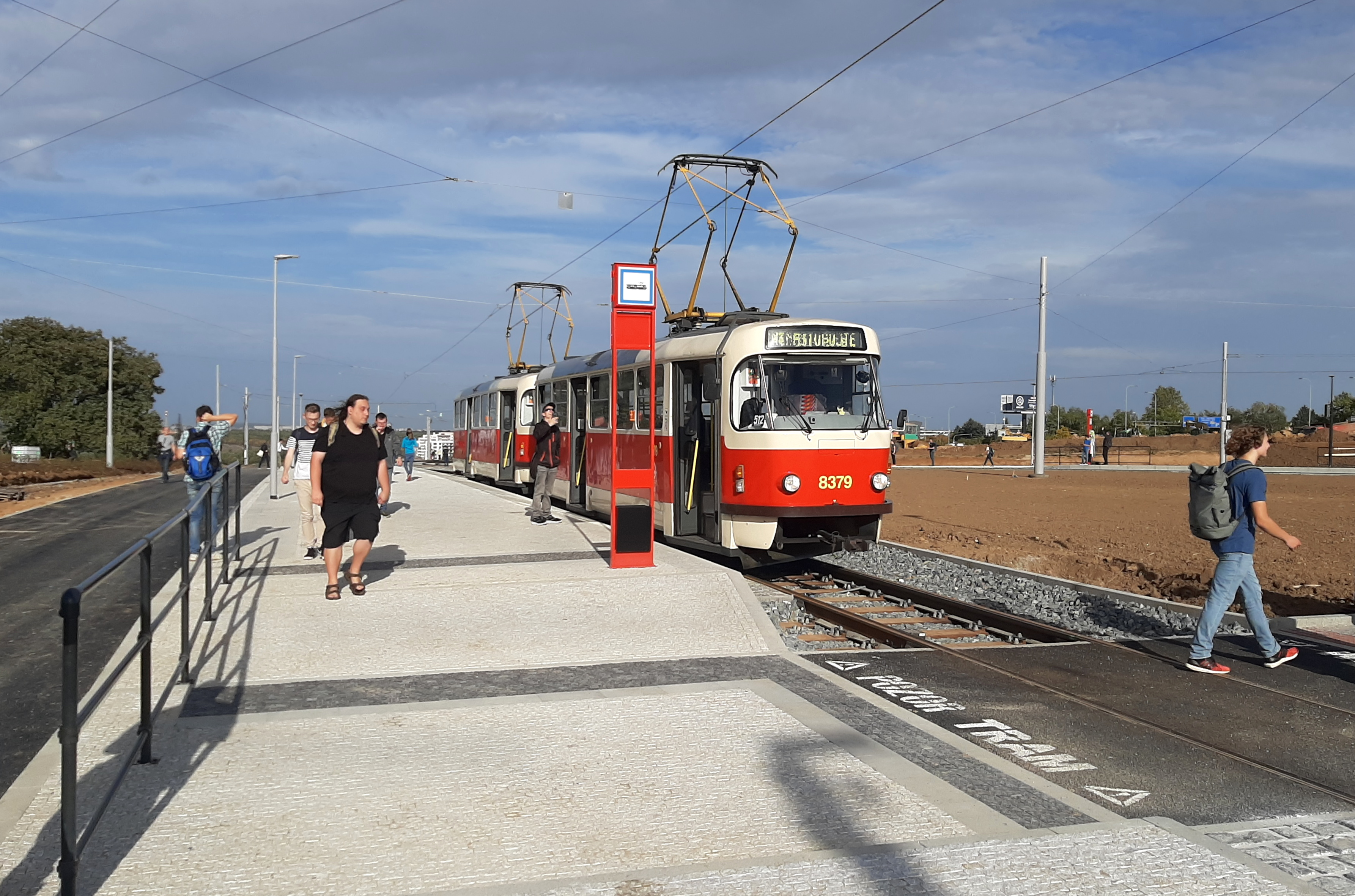
Tramvajová smyčka Slivenec otevřená roku 2023

- Tramvajová smyčka Sídliště Petřiny (od 16. 11. 1950, tramvajová trať Vozovna Střešovice - Sídliště Petřiny)
- Tramvajová smyčka Vysočanská (od 18. 6. 1951, tramvajová trať Balabenka - Nový Hloubětín - Starý Hloubětín)
- Tramvajová smyčka Lihovar (11. 10. 1951 – 1. 11. 1986, tramvajová trať Malostranská - Hlubočepy)
- Tramvajová smyčka Budějovické náměstí, (od 13. 1. 1952, 13. 10. 1969 nahrazena stará smyčka novou, trať zrušena 10. 5. 1974)
- Tramvajová smyčka Dvorce (od 21. 5. 1952, tramvajová trať Palackého náměstí - Sídliště Modřany), v současnosti je smyčka bez pravidelného provozu
- Tramvajová smyčka Nové Strašnice (od 24. 7. 1952, původní název Černokostelecká, tramvajová trať Muzeum - Ústřední dílny Dopravního podniku), v současnosti je smyčka bez pravidelného provozu
- Tramvajová smyčka Radošovická (Staré Strašnice) (od 3. 11. 1952, tramvajová trať Průběžná - Nádraží Hostivař), v současnosti je smyčka bez pravidelného provozu
- Tramvajová smyčka Kotlářka (od 15. 12. 1952, tramvajová trať Anděl - Sídliště Řepy)
- Tramvajová smyčka Spojovací (od 27. 3. 1953, tramvajová trať Ohrada - Spojovací)
- Stará tramvajová smyčka Nádraží Smíchov (25. 11. 1953 – 20. 10. 1978)
- Tramvajová smyčka Vychovatelna (5. 12. 1953 – 1. 3. 1978)
- Tramvajová smyčka Náměstí J. Marata (3. 1. 1954 – 7. 9. 1982, tramvajová trať Průběžná - Nádraží Hostivař)
- Tramvajová smyčka Vypich (v nynější poloze od 1. 9. 1955, tramvajová trať Malostranská - Bílá Hora)
- Tramvajová smyčka Záběhlice (31. 12. 1955 – 1. 7. 1971)
- Tramvajová smyčka Kubánské náměstí (od 22. 1. 1956, původní název Východní náměstí, potom Náměstí Kubánské revoluce, tramvajová trať Otakarova - Vinice)
- Bloková tramvajová smyčka Náměstí bratří Synků (kolej Na Zámecké zřízena 13. 1. 1957, viz tramvajová trať Muzeum - Otakarova, Tramvajové tratě Karlovo náměstí - Vyšehrad - Otakarova , tramvajová trať Otakarova - Vinice a tramvajová trať Otakarova - Spořilov), v současnosti je smyčka (kolej s nástupní zastávkou) bez pravidelného provozu
- Bloková tramvajová smyčka Podolská vodárna (od 29. 11. 1957, tramvajová trať Palackého náměstí - Sídliště Modřany), v současnosti je smyčka bez pravidelného provozu
- Tramvajová smyčka Nádraží Braník (od 2. 7. 1959, tramvajová trať Palackého náměstí - Sídliště Modřany)
- Tramvajová smyčka Hlubočepy (od 8. 12. 1962, tramvajová trať Malostranská - Hlubočepy), v současnosti je smyčka bez pravidelného provozu
- Tramvajová smyčka Ústřední dílny DP (od 2. 5. 1967, tramvajová trať Muzeum - Ústřední dílny Dopravního podniku)
- Stará Tramvajová smyčka Červený Vrch (7. 11. 1967 - 22. 6. 2010, tramvajová trať Prašný most - Divoká Šárka)
- Bloková tramvajová smyčka Harfa (Nádraží Libeň) (od 28. 9. 1931 trojúhelník, od 3. 1. 1968 smyčka, tramvajová trať Balabenka - Harfa - Starý Hloubětín), v současnosti je smyčka bez pravidelného provozu
- Tramvajová smyčka Budějovické náměstí, (13. 10. 1969 nahrazena stará smyčka z roku 1952 novou, trať zrušena 10. 5. 1974)
- Tramvajová smyčka Sídliště Ďáblice (od 3. 1. 1971, tramvajová trať Kobylisy - Sídliště Ďáblice)
- Tramvajová smyčka Vozovna Pankrác (od 22. 12. 1974, od té doby rekonstruována, tramvajové tratě Nusle - Pankrác - Krč)
- Tramvajová smyčka Lehovec (od 30. 6. 1976, pův. název Černý Most, tramvajová trať Starý Hloubětín - Lehovec)
- Tramvajová smyčka Špejchar (od 13. 8. 1978, tramvajová trať Strossmayerovo náměstí - Hradčanská - Malovanka), v současnosti je smyčka bez pravidelného provozu
- Tramvajová smyčka Nádraží Hostivař (od 4. 10. 1982, tramvajová trať Průběžná - Nádraží Hostivař)
- Tramvajová smyčka Těšnov (od 24. 10. 1985, tramvajové tratě Nové Město - Balabenka), v současnosti je smyčka bez pravidelného provozu
- Tramvajová smyčka Pod Palmovkou (dlouhodobé provizorium, 1. 9. 1986 – 19. 5. 1990)
- Tramvajová smyčka Spořilov (od 1. 9. 1986, tramvajová trať Otakarova - Spořilov)
- Tramvajová smyčka Sídliště Řepy (od 26. 10. 1988, tramvajová trať Anděl - Sídliště Řepy)
- Tramvajová smyčka Levského (od 26. 9. 1995, pův. název Sídliště Modřany, tramvajová trať Palackého náměstí - Sídliště Modřany)
- Tramvajová smyčka Smíchovské nádraží (od 21. 12. 1998, tramvajová trať Malostranská - Hlubočepy)

- Tramvajová smyčka Sídliště Barrandov (od 28. 11. 2003, tramvajová trať Hlubočepy - Sídliště Barrandov)
- Tramvajová smyčka Radlická (od 4. 10. 2008, tramvajová trať Na Knížecí - Radlická)
- Tramvajová smyčka Nádraží Podbaba (od 1. 9. 2011, tramvajová trať Vítězné náměstí - Podbaba)
- Tramvajová smyčka Červený Vrch (od 24. 5. 2015, tramvajová trať Prašný most - Divoká Šárka), v současnosti je smyčka bez pravidelného provozu
- Nová tramvajová smyčka Zahradní Město (od 16. 9. 2021, tramvajová trať Průběžná – Nádraží Hostivař)
- Tramvajová smyčka Depo Hostivař (od 13. 8. 2022, tramvajová trať Nové Strašnice – Ústřední dílny Dopravního podniku)
- Tramvajová smyčka Slivenec (od 13. 10. 2023, tramvajová trať Sídliště Barrandov – Slivenec)
- Tramvajová smyčka Dědina (od 23. 10. 2023, tramvajová trať Divoká Šárka – Dědina)

## Smyčky podle data zrušení
Zrušené tramvajové smyčky jsou řazeny pokud možno podle data zrušení. Byla-li smyčka rekonstruována, je původní smyčka uvedena mezi zrušenými jen v případě, že došlo k podstatnému přemístění.
- Sletová tramvajová smyčka na Letné (od 9. 6. 1907 do konce sletu, historicky první tramvajová smyčka v Praze) (viz tramvajová trať Strossmayerovo náměstí - Hradčanská - Malovanka)
- Tramvajová smyčka Pohořelec (21. 9. 1919 – 26. 4. 1926)
- Tramvajová smyčka Purkyňovo náměstí (náměstí Míru) (23. 8. 1908 – 17. 4. 1928)
- Tramvajová smyčka Flora (22. 4. 1920 – 3. 9. 1929)
- Tramvajová smyčka Pankrác (Soudní náměstí) (21. 4. 1927 – 23. 5. 1933)
- Tramvajová smyčka Braník (Lomy) (14. 5. 1929 – 1933)
- Tramvajová smyčka Vítězné náměstí, tramvajový kruhový objezd (cca 6. 12. 1932 – 25. 10. 1942)
- Tramvajová smyčka Kolbenova továrna (18. 12. 1924 – 18. 6. 1951)
- Tramvajová smyčka Zámečnice (14. 2. 1930 – 2. 12. 1953)
- Původní tramvajová smyčka Nádraží Smíchov (pův. název Západní nádraží) (26. 4. 1914 – 9. 12. 1953)
- Stará tramvajová smyčka Vypich (původní smyčka jižně od trati, 1. 8. 1928 – 31. 8. 1955, tramvajová trať Malostranská - Bílá Hora)
- Tramvajová smyčka Ledárny (6. 1. 1933 – 29. 6. 1959)
- Bloková tramvajová smyčka Sparta (dokončena 23. 10. 1937, v provozu 13. 9. 1938 – 2. 11. 1961, do 6. 10. 1978 zůstal vratný trojúhelník)
- Tramvajová smyčka Bořislavka (13. 7. 1930 – 6. 3. 1967)
- Tramvajová smyčka Malovanka (5. 6. 1932 – 7. 11. 1967, tramvajová trať Malostranská - Bílá Hora a Tramvajová trať Strossmayerovo náměstí - Hradčanská - Malovanka)
- Tramvajová smyčka U kříže (Libušák, U kříže) (31. 7. 1932 – 5. 12. 1968)
- Tramvajová smyčka Kačerov (29. 5. 1930 – 19. 10. 1970)
- Tramvajová smyčka Záběhlice (31. 12. 1955 – 1. 7. 1971)
- Tramvajová smyčka Budějovické náměstí, (od 13. 1. 1952, 13. 10. 1969 nahrazena stará smyčka novou, trať zrušena 10. 5. 1974)
- Tramvajová smyčka Pelc-Tyrolka (29. 8. 1940 – 15. 1. 1975)
- Tramvajová smyčka Vychovatelna (5. 12. 1953 – 1. 3. 1978)
- Stará tramvajová smyčka Nádraží Smíchov (25. 11. 1953 – 20. 10. 1978)
- Tramvajová smyčka Náměstí J. Marata (3. 1. 1954 – 7. 9. 1982, tramvajová trať Průběžná - Nádraží Hostivař)
- Tramvajová smyčka Radlice (16. 6. 1927 – 1. 11. 1983)
- Stará tramvajová smyčka Spořilov (Bratislavské náměstí, 12. 10. 1929 – 1. 7. 1986)
- Tramvajová smyčka Lihovar (11. 10. 1951 – 1. 11. 1986, tramvajová trať Malostranská - Hlubočepy)
- Stará Tramvajová smyčka Zahradní Město (18. 10. 1936 – 5. 5. 1987, tramvajová trať Průběžná - Nádraží Hostivař)
- Tramvajová smyčka Nový Hloubětín (17. 4. 1949 – 22. 6. 1987, tramvajová trať Balabenka - Nový Hloubětín - Starý Hloubětín)
- Tramvajová smyčka Palmovka (2. 7. 1950 – 5. 5. 1989, pak na 2 měsíce nahrazena vratným trojúhelníkem)
- Tramvajová smyčka Pod Palmovkou (dlouhodobé provizorium, 1. 9. 1986 – 19. 5. 1990)
- Stará tramvajová smyčka Červený Vrch (7. 11. 1967 – 22. 6. 2010, tramvajová trať Prašný most - Divoká Šárka)
- Tramvajová smyčka Podbaba (10. 5. 1947 – 16. 5. 2011, tramvajová trať Vítězné náměstí - Nádraží Podbaba)

## Jiné kolejové konstrukce
Jiné kolejové konstrukce určené k obracení či odstavování tramvají, zakončení tratě atd.

### Existující
- Vratný trojúhelník Zvonařka (od 29. 6. 1967, viz tramvajová trať Muzeum - Otakarova)
- K otáčení vlaků lze použít také objízdné koleje vozoven nebo kolejový kruh na dvoře vozovny Žižkov.
- obratiště Pankrác (od 24. 11. 2020 před křižovatkou s ulicí Hvězdovou, od 14. 12. 2024 v nové poloze před křižovatkou s ulicí Na Strži))
- obratiště Hlavní nádraží (od 21. 5. 2022)[1]
- obratiště Libuš (od 27. 5. 2023)

### Zrušené

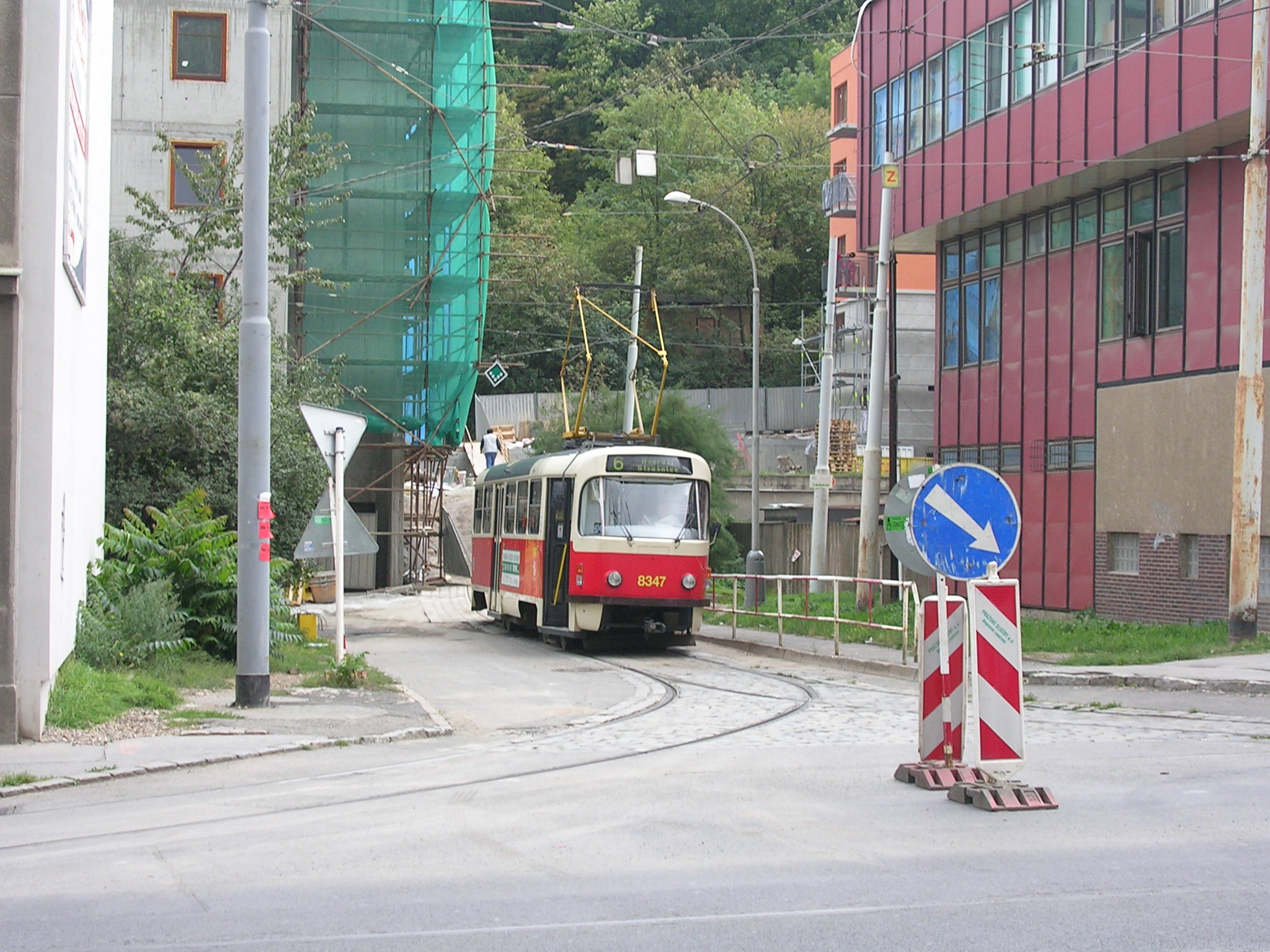
Tramvajový trojúhelník Laurová

Jako obratiště sloužilo ve stálém provozu i při výlukách množství kolejových přejezdů, odboček i křižovatek. Tento seznam zahrnuje jen část z nich. Obratiště jsou řazena pokud možno podle data zrušení.
- Malostranské náměstí, zbytek trati ke Karlovu mostu, sloužící jako vratný trojúhelník, zrušen v březnu 1926
- U Markéty, 16. 8. 1923 – prodloužení 1. 8. 1928
- Na Růžku (Vítězné náměstí), 7. 6. 1926, prodlouženo 12. 11. 1926
- Masarykova kolej (Thákurova), zřízeno 12. 11. 1926, prodlouženo 1. 8. 1928
- Vyšehrad, radnice, zrušeno 20. 6. 1927
- Staré Dejvice (Hadovka), zřízeno 1. 8. 1928
- Čímická (Ke stírce), zřízeno 28. 12. 1928, prodl. 24. 1. 1937
- Prašná brána, zrušeno srpen 1930
- Koulka, zrušeno 31. 12. 1932
- Vokovice, 13. 1. 1930 – prodloužení 6. 1. 1933
- Vozovna Košíře (Mentlíkova), 1. 9. 1924 – 21. 9. 1934
- Elektrárna, 1929 – listopad 1935
- Zátory, 18. 7. 1930 – listopad 1935
- Vychovatelna, 15. 8. 1930 – 1935
- Olšanské náměstí (pův. Radešínovo náměstí), 28. 10. 1928 – 1. 7. 1936
- Průběžná, jako obratiště sloužil začátek trati k Zahradnímu Městu, od 6. 1. 1935, pak i nějakou dobu po jejím zprovoznění
- Vinice, jako obratiště sloužil začátek trati k Novým Strašnicím, od 3. 11. 1936
- Krematorium (Židovské hřbitovy), 1. 11. 1931 – 7. 10. 1937
- Čechova (Korunovační), 11. 1. 1917 – 1937
- Střešovice (Ořechovka) 23. 10. 1932 – prodloužení trati 16. 5. 1938
- Michle, 1. 3. 1928 – 3. 11. 1938
- Chodovská, od 1. 3. 1928, později zrušeno
- Santoška, trať zrušena 1. 12. 1938
- Královská obora (zrušena 29. 9. 1941, likvidace 1944, viz tramvajová trať Náměstí Republiky - Královská obora)
- Veltěžská, od 24. 1. 1937, později po prodloužení trati k Vozovně Kobylisy odbočka zrušena
- Vojenská nemocnice 16. 5. 1938 – cca 16. 11. 1950
- Nové Strašnice 7. 3. 1937 – cca 24. 7. 1952
- Odbočná kolej Bulovka, 20. 8. 1937 – 19. 12. 1953
- Vratný trojúhelník Fidlovačka, 31. 10. 1927 – 9. 9. 1957
- Dětská nemocnice (Karlov), od 24. 11. 1912, trať zrušena 1. 7. 1966
- Vratný trojúhelník Ryšánka (křižovatka ulic Antala Staška a Na Strži), od 13. 11. 1938, trať zrušena 19. 10. 1970
- Motol, od 15. 12. 1946, zakončení na přejezdu zrušeno 14. 1. 1974
- Vratný trojúhelník Sparta (zrušen 6. 10. 1978)
- Vratný trojúhelník U Uranie (pův. Štítného ulice, r. 1931 vznikl zkrácením zkušební trati, zrušen 30. 5. 1980)
- Tramvajový trojúhelník Laurová (od 21. 11. 1983, zrušen 2008, tramvajová trať Na Knížecí - Radlická)
- Kolejový kruh ve vozovně Kobylisy (zrušen při přestavbě a rekonstrukci kolejové harfy vozovny v létě roku 2009, Vozovna Kobylisy)
- Kolejový přejezd Sparta (2008, tramvajová trať Strossmayerovo náměstí - Hradčanská - Malovanka)
- obratiště Holyně (od 9. 4. 2022 do 13. 10. 2023)
- obratiště Libeňský most, od 17. 2. 2024 realizované pomocí mobilní konstrukce Californien, od 25. 11. 2024 byl tramvajový provoz na mostě ukončen zcela

Provizorní mobilní kolejový přejezd umožňuje systém Californien.